# Katerina Michalopoulou
Katerina Michalopoulou (nacida alrededor de 1972), en griego: Κατερίνα Μιχαλοπούλου, fue la ganadora del título "Miss Hellas B" (griego: Β Μις Ελλάς) en el concurso de belleza Miss Star Hellas en 1991. Fue a competir a Dakar, Senegal para el certamen de 1991 de Miss Europa y se convirtió en la primera finalista. Susane Petry, de Alemania, quién originalmente ganó el concurso, fue más tarde descalificada y el título pasó a Katerina.